# 阿里納斯瓦利 (新墨西哥州)
阿里納斯瓦利（英語：Arenas Valley）是位於美國新墨西哥州格蘭特縣的普查規定居民點。

## 人口
根據2020年美國人口普查的數據，阿里納斯瓦利的面積為10.53平方千米，皆為陸地。當地共有人口1291人，而人口密度為每平方千米122.6人。